# Kersttimp
Een kersttimp is een rozijnen-krentenkerstbrood. Van oorsprong werd het in Rotterdam gebakken. Behalve rozijnen en krenten bevatten de broden ook sukade.